# 奥萨德洛斯里奥斯
奥萨德洛斯里奥斯（西班牙語：Oza de los Ríos），是西班牙加利西亚自治区拉科鲁尼亚省的一个市镇。
2013年6月6日，加利西亚自治区政府的批准了奥萨德洛斯里奥斯与塞苏拉斯的市镇合并议案，成立合并后的新市镇奥萨-塞苏拉斯。

## 图集

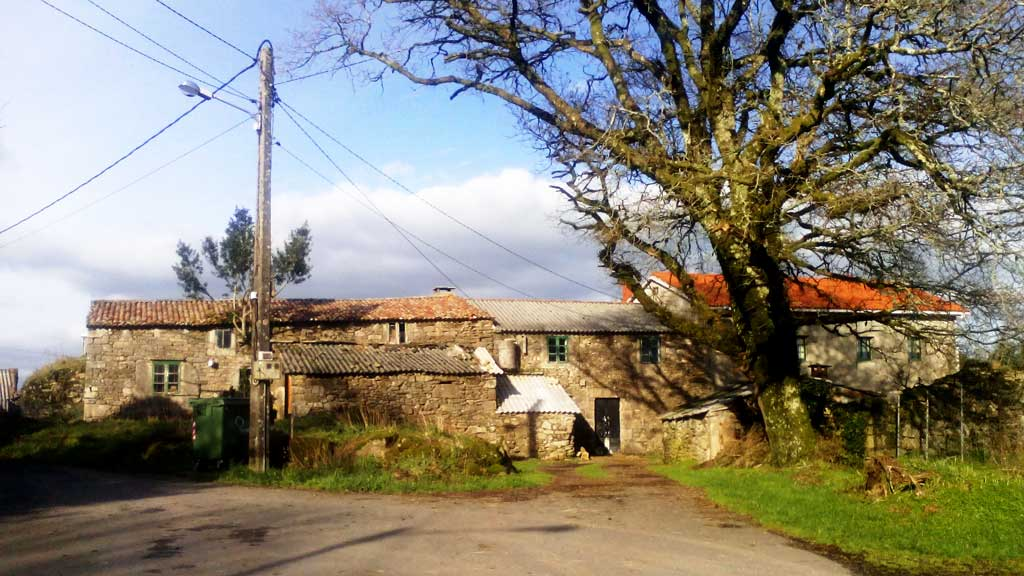
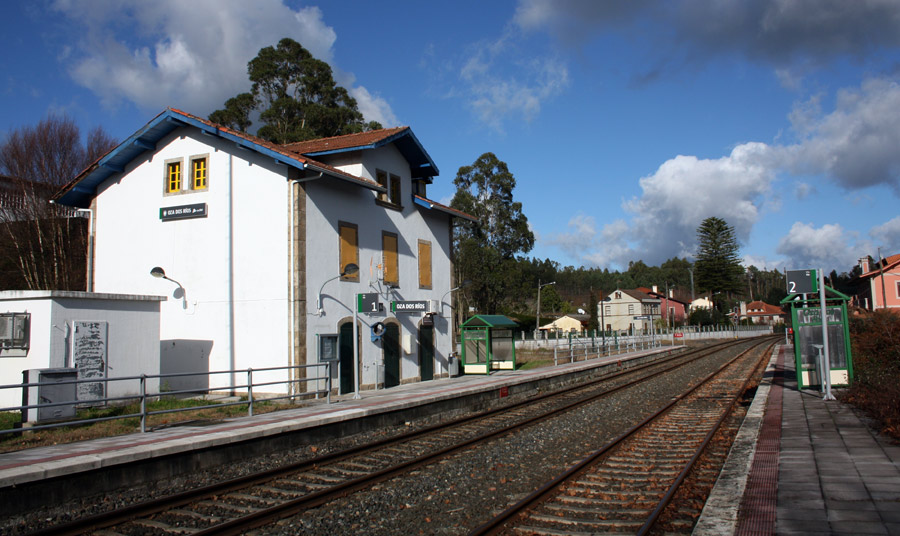
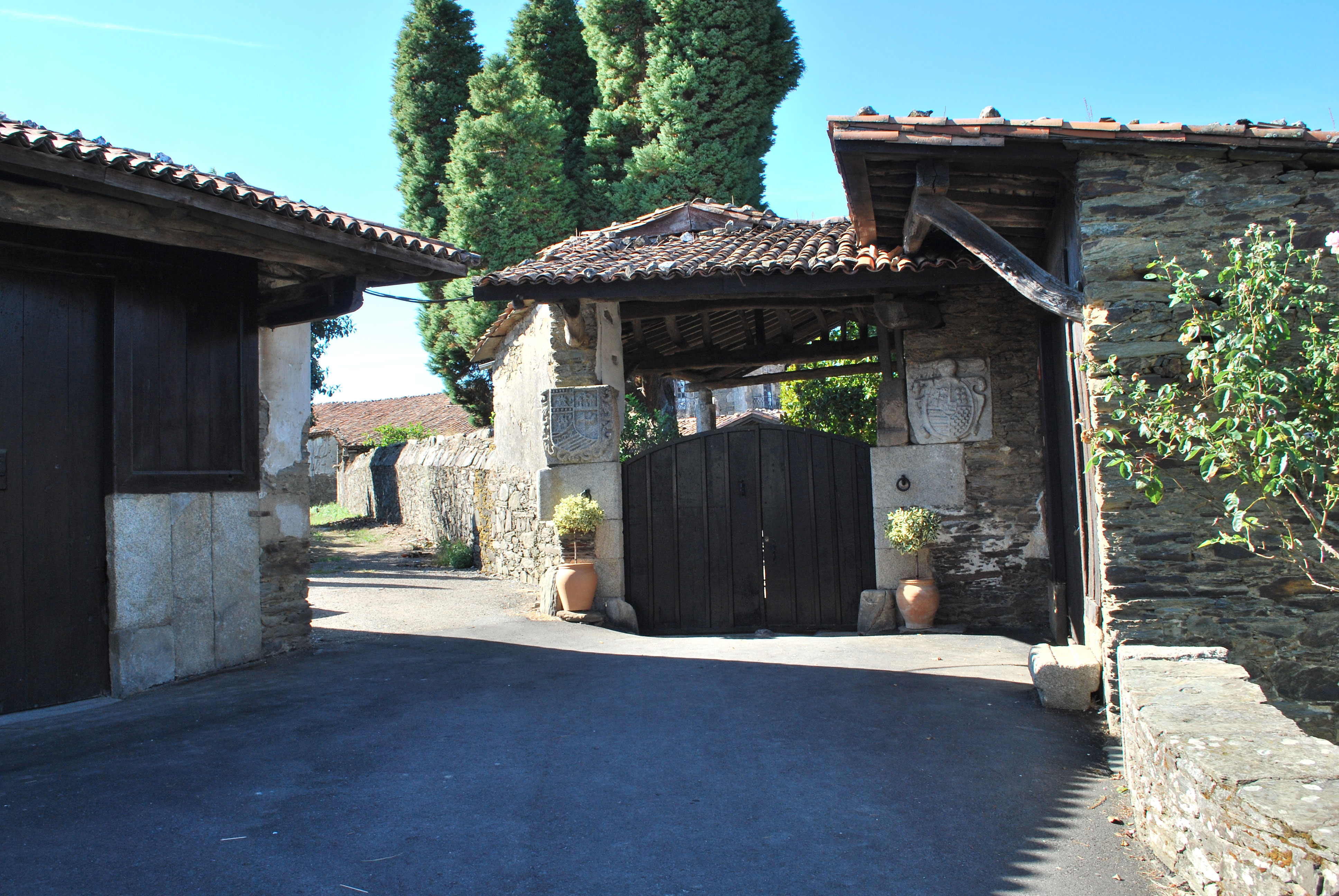
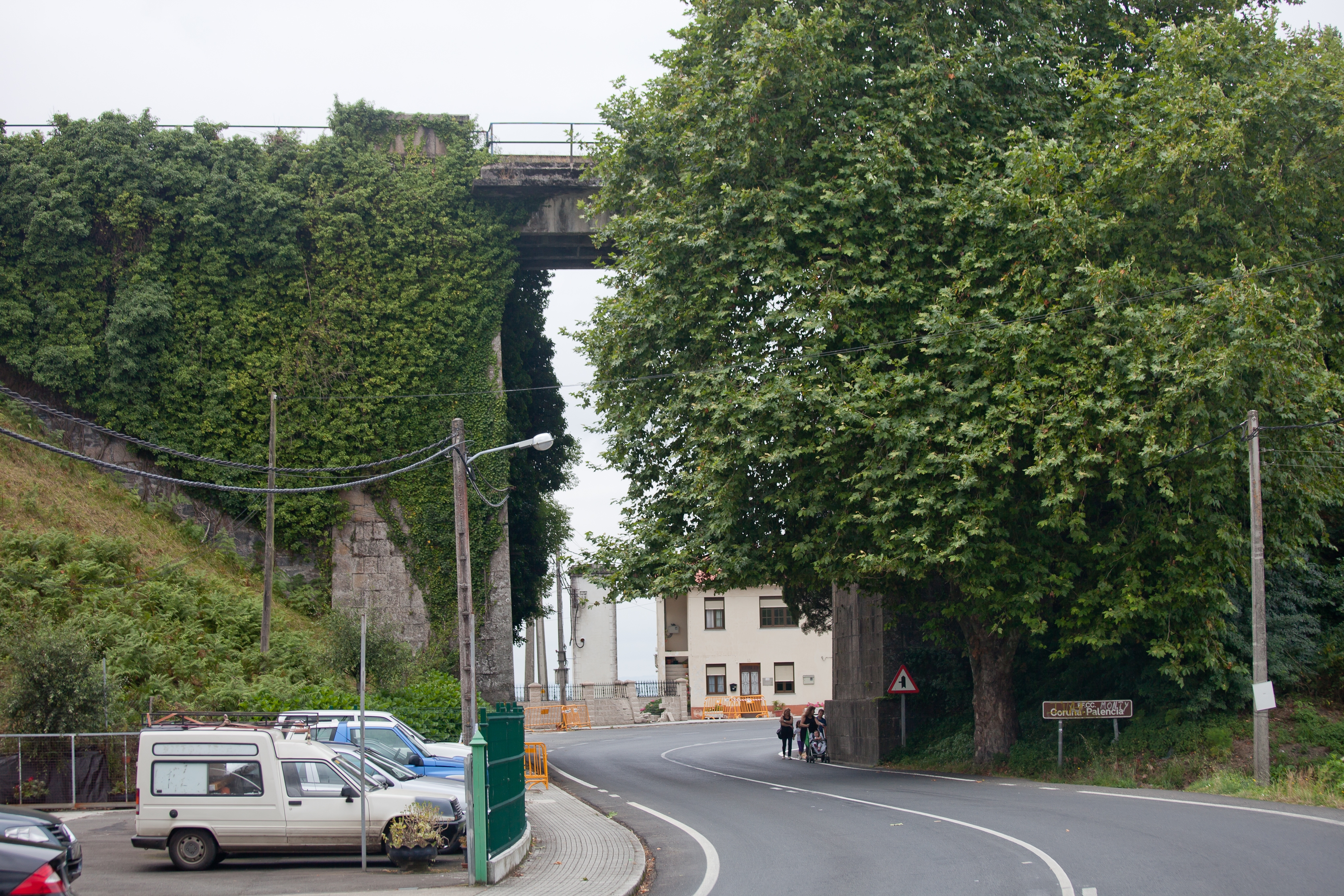

## 人口
| 奥萨德洛斯里奥斯历史人口变化图 |
|                                |
| 来源：西班牙国家统计局         |